# Sa’ar-1-Klasse
Die Saʿar-1-Klasse (hebräisch סַעַר ‚Sturm‘) war eine Schnellbootklasse der israelischen Marine, die nur mit Rohrwaffen bewaffnet war. Sie bestand aus ursprünglich zwölf Booten, die 1967 und 1968 in Frankreich vom Stapel liefen. Durch Nachrüstung mit Torpedorohren und Raketen entstanden daraus die Klassen Saʿar 2 und Saʿar 3. Die ursprünglich nur Saʿar genannte Klasse wurde daraufhin als Saʿar 1 bezeichnet. 1974 wurde das letzte Boot auf den Stand der Klasse Saʿar 2 nachgerüstet.

## Geschichte
Angesichts der Bedrohung durch ägyptische und syrische Flugkörperschnellboote sowjetischer Produktion begannen schon Anfang der 1960er-Jahre in Israel Planungen zur Beschaffung entsprechender Boote. Da es im Westen zu dieser Zeit noch keine Seezielflugkörper gab, begann Israel selbstständig die Entwicklung, die schließlich zum Gabriel-Seezielflugkörper führte. Als geeignete Plattform wurden die Boote der deutschen Jaguar-Klasse befunden und davon ausgehend die Boote der Saʿar-Klasse für die israelischen Marine entwickelt. Die israelische Marine sah in den Booten die Hauptwaffe ihrer Überwasserkräfte, darum mussten sie eine vollständige Ausstattung mit Kommunikations-, Aufklärungselektronik, sowie Mitteln zur elektronischen Kampfführung erhalten. Der dafür notwendige Raum wurde geschaffen, indem der Rumpf um 2,4 m (zwei Spanten) verlängert wurde.
Ursprünglich sollten die Boote als Ausrüstungshilfe der Bundesrepublik geliefert werden. Durch politische Probleme in der Folge des Sechstagekrieges wurde der Entwurf schließlich 1967/68 in Lizenz von der französischen Werft „Chantiers des Constructions Mechaniques de Normandie“ in Cherbourg realisiert. Ein Teil der Ausrüstung, wie etwa die Dieselmotoren von MTU, wurden noch aus Deutschland bezogen. Auch wurden die Boote weiterhin vollständig von der Bundesrepublik Deutschland finanziert. Nach der Ablieferung der ersten fünf Boote kam es aber auch mit Frankreich zu politischen Problemen, da dieses seine sich nach dem Algerienkrieg wieder entwickelnden Beziehungen zur arabischen Welt durch einen solchen Rüstungsexport belastet sah. Darum wurden vier Boote ohne Genehmigung der französischen Regierung nach Israel überführt und die letzten drei Boote sogar in einer geheimen Kommandounternehmung entwendet. Aus dem Entwurf der Saʿar-Boote wurden in Frankreich die im Export sehr erfolgreichen La-Combattante-Klassen entwickelt, die schließlich auch als Tiger-Klasse von der Bundesmarine angeschafft wurden.
Die Boote erreichten Israel unbewaffnet und wurden dort zunächst lediglich mit 40-mm-Geschützen und Maschinengewehren bewaffnet. In dieser Konfiguration wurden sie später rückwirkend als Saʿar 1 klassifiziert. Da die Bewaffnung nur schleppend voranschritt, wurden einige Boote auch gar nicht mehr ohne Raketen in Dienst gestellt. Die verfügbaren Aussagen über die Nachrüstungsschritte und den Ausrüstungszustand der einzelnen Klassen sind zum Teil widersprüchlich. Dies mag daran liegen, dass die Bewaffnung der Boote immer uneinheitlich blieb. Anfang der 1970er-Jahre wurden alle Boote der Saʿar-1-Klasse durch Bewaffnung mit Gabriel-Raketen (5–8) und teilweise mit 76-mm-Oto-Melara-Geschützen auf dem Vorschiff sowie vier Torpedorohren zur Saʿar-2-Klasse umgerüstet. Dabei fielen die hinteren Geschütze weg. Dies war bis 1974 abgeschlossen. Anfang der 1980er-Jahre wurde die Hälfte der Boote weiter zur Klasse Saʿar 3 umgerüstet. Dabei wurden die Gabriel-Raketen teilweise durch Harpoon-Seezielflugkörper ersetzt, die Gesamtzahl der Raketen erhöht und die Torpedorohre entfernt. Außerdem wurden die Einrichtungen zur U-Bootbekämpfung entfernt.
Bei Ausbruch des Jom-Kippur-Krieges waren zwei Boote noch nicht nachgerüstet worden. Diese dienten oft als Führungsboote bei Einsätzen mehrerer Boote, da aufgrund der fehlenden Kontrolleinrichtungen der noch nicht installierten Flugkörper auf diesen Booten mehr Platz im CIC (Plottraum) war.
Die letzten Boote der ehemaligen Saʿar-1-Klasse wurden 1995 außer Dienst gestellt.

## Technik
Die Boote waren 45 m lang, 7 m breit und hatten einen Tiefgang von 2,3 m, wobei letzterer genau wie die Verdrängung von 240 t beladungsabhängig war. Darum schwanken hier auch die verfügbaren Angaben. Auf Testfahrten, allerdings ohne Bewaffnung, erreichten die Boote Geschwindigkeiten von deutlich über 40 kn. Der Antrieb erfolgte auf vier Wellen durch vier MD/871-Dieselmotoren, als 16-Zylinder-Reihenmotoren mit Turboaufladung der Firma MTU. Sie erbrachten eine Leistung von je 3600 PS. Im Gegensatz zu den deutschen Vorläufern wurden die Boote mit Metallrümpfen gebaut.
Die Boote erhielten neben Funk, Radar und Sonar auch für die Zeit ihrer Indienststellung ungewöhnlich viele Mittel zu Elektronischen Kampfführung und Täuschkörper. Die Bewaffnung bestand aus zwei 40-mm-Kanonen in Einzellafetten je eine auf dem Vorder- und dem Achterdeck, sowie zwei 12,7-mm-Maschinengewehren in Doppellafette oder einem dritten 40-mm-Geschütz hinter dem Brückenaufbau. Die Feuerleitung der Geschütze erfolgte mittels einer Artillerierichtsäule, durch welche die Geschütze zentral gerichtet und abgefeuert werden konnten. Weiterhin wurden Wasserbomben mitgeführt und es bestand die Möglichkeit, Schienen zum Legen von Minen an Deck zu installieren.

## Liste der Boote

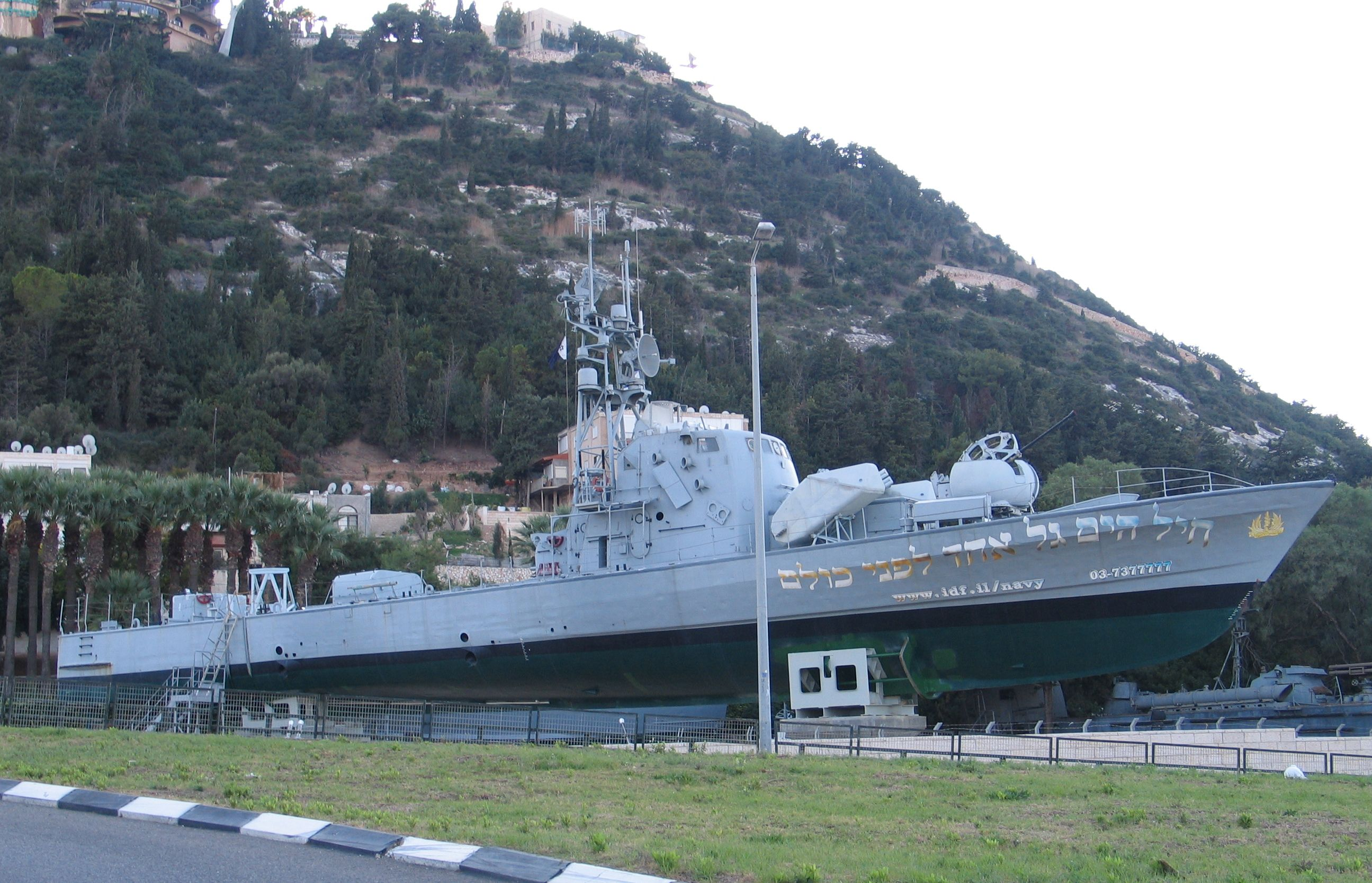
Zur Saʿar-2-Klasse umgerüstetes Boot

Das Kürzel אח״י AChI steht für die Bezeichnung אֳנִיַּת חֵיל הַיָּם Ånijjat Chejl haJam (AChI), was soviel bedeutet wie Marineschiff (wörtlich Schiff des Korps der See). 
- Auf den Stand Saʿar 2 nachgerüstet
  - INS Mivtach (311), אח״י מִבְטַח AChI Mivṭach, deutsch ‚sichere Zuflucht‘
  - INS Miznak (312), אח״י מִזְנָק AChI Miznaq, deutsch ‚Auslöser‘
  - INS Misgav (313), אח״י מִשְׂגָּב AChI Misgav, deutsch ‚Hochburg‘
  - INS Eilat (321), אח״י אֵילַת AChI Ejlat, deutsch ‚Eilat‘
  - INS Haifa (322), אח״י חֵיפָה AChI Chaifah
  - INS Akko (323), אח״י עַכּוֹ AChI ʿAkkō, deutsch ‚Akkon‘
- Auf den Stand Saʿar 3 nachgerüstet
  - INS Saʿar (331), אח״י סַעַר AChI Saʿar, deutsch ‚Sturm‘
  - INS Sufa (332), אח״י סוּפָה AChI Sūfah, deutsch ‚Orkan‘
  - INS Gaʿash (333), אח״י גַּעַשׁ AChI Gaʿasch, deutsch ‚Tosen‘
  - INS Herev (341), אח״י חֶרֶב AChI Cherev, deutsch ‚Schwert‘
  - INS Hanit (342), אח״י חֲנִית AChI Chanīt, deutsch ‚Lanze‘
  - INS Hetz (343), אח״י חֵץ AChI Chez, deutsch ‚Pfeil‘

## Verweise